# Fairfield (Alabama)
Fairfield ist eine Stadt im Westen von Jefferson County in Alabama, USA. Der Ort liegt südöstlich von Pleasant Grove (Alabama). Die Gesamtfläche des Ortes beträgt 9,1 km². 2020 hatte Fairfield 10.000 Einwohner.

## Geschichte
Die Stadt wurde 1910 gegründet und wurde ursprünglich nach einem Vorstand der US Steel Corey genannt. Der Name wurde später in Fairfield geändert, nach Fairfield (Connecticut), der Stadt, in der der Präsident der US Steel wohnte.
Die Stadt wurde als eine Planstadt von der Tennessee Coal, Iron and Railroad Company geplant, um Arbeiter von ihrer neuen Fabrik, die jetzt der US Steel gehört, unterzubringen.

## Demografie
Bei der Volkszählung aus dem Jahr 2000 hatte Fairfield 12.381 Einwohner, die sich auf 4600 Haushalte und 3141 Familien verteilten. Die Bevölkerungsdichte betrug somit 1354,2 Einwohner/km². 90,23 % der Bevölkerung waren afroamerikanisch, 8,9 % weiß. In 34 % der Haushalte lebten Kinder unter 18 Jahren. Das Durchschnittseinkommen betrug 27845 Dollar pro Haushalt, wobei 21,5 % der Bevölkerung unterhalb der Armutsgrenze lebten.

## Bildung
Fairfield hat unabhängig von Jefferson County ein eigenes Schulsystem. Es beinhaltet drei Grundschulen, die Forest Hills Middle School, die Fairfield High Preparatory School und eine alternative, alle Klassen überspannende Schule.
In der Stadt steht auch das Miles College, ein historisches afroamerikanisches College, das von der Christian Methodist Episcopal Church betrieben wird und 1898 gegründet wurde.

## Industrie und Gewerbe

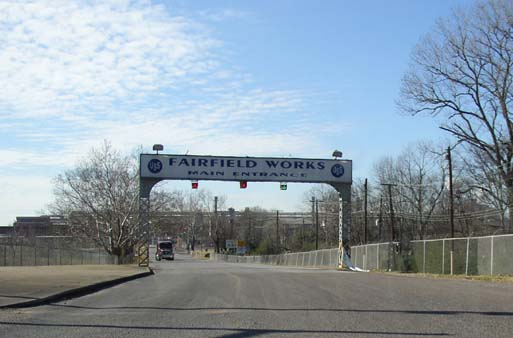
Haupteingang zu US Steel Fairfield Works

Obwohl die Stahlindustrie der USA in der letzten Hälfte des 20. Jahrhunderts durch eine Depressionsphase gegangen ist, waren die Fairfield-Werke von US Steel weiterhin der größte Arbeitgeber, wenn auch nicht in dem Maße wie in den 1950ern. Fortschritte in der Stahlindustrie ermöglichten es, im Vergleich zu den 1950ern, ungefähr dieselbe Menge an Gütern mit weit weniger Arbeitern zu produzieren.
Einige der Werke wurden über die Jahre geschlossen, aber ein Großteil des Komplexes wurde von kleineren Firmen wiedereröffnet, von denen manche der Stahlindustrie angehören.
Fairfield wird von I-20 und I-59 durchquert. Drei Bahnstrecken versorgen die Region: die CSX Transportation (früher Louisville and Nashville Railroad), die Norfolk Southern Railway (früher Southern Railway) und dem kurzen Birmingham Terminal Railway, der seinen Hauptsitz in Fairfield hat.
In der Innenstadt von Fairfield befinden sich einige kleine Geschäfte, hauptsächlich Dienstleister. Andere Einzelhandelsgeschäfte finden sich an der Aronov Drive, nordwestlich der Western Hills Mall, obwohl diese Strip Malls wegen der Schließungen von Filialen von Kmart, Winn-Dixie und Sears nicht mehr so viele Geschäfte machen.

## Bekannte Personen
- DeWanna Bonner (* 1987), Basketballspielerin, wurde in Fairfield geboren
- U. W. Clemon, Jurist, Richter, wurde in Fairfield geboren
- Red Cochran, Football-Spieler, wurde in Fairfield geboren
- Oliver W. Dillard, Offizier, Major, ging 1942 als Abschlussredner von der Fairfield Industrial High School ab
- Cleveland Eaton (1939–2020), Jazzmusiker des Count Basie Orchestra, wurde in Fairfield geboren
- Dennis Edwards (1943–2018), Sänger und Mitglied von The Temptations, wurde in Fairfield geboren
- Walter Gilbert (* 1932), Mitglied der College Football Hall of Fame
- Tim Johnson, professioneller Footballspieler, Linebacker
- Gordon Douglas Jones (* 1954), Politiker, wurde bei der Nachwahl am 12. Dezember 2017 in Alabama zum Senator der Vereinigten Staaten gewählt, in Fairfield geboren und aufgewachsen
- Larry Langford (1948–2019), Bürgermeister von Fairfield, County Commissioner von Jefferson County und Bürgermeister von Birmingham, wohnte in Fairfield
- George Lindsey (1928–2012), Schauspieler u. a. der Andy Griffith Show und Drehbuchautor, wurde in Fairfield geboren
- James MacKay (1919–2004), Kongressabgeordneter von Georgia und Umweltaktivist, wurde in Fairfield geboren
- Spider Martin, Fotograf, wurde in Fairfield geboren
- Willie Mays (1931–2024) besuchte die Schule in Fairfield, bekam seinen Abschluss 1950 an der Fairfield Industrial High School. Als Schüler spielte er Baseball, American Football und Basketball, Mitglied der Baseball Hall of Fame
- Demetrius Newton, Jurist für Bürgerrecht und Mitglied des Repräsentantenhauses von Alabama
- Jim Tolbert, Footballspieler der NFL, wurde in Fairfield geboren